# 唐俊昌
唐俊昌（1957年5月—），男，陕西西安人，中华人民共和国政治人物。西北农学院农学专业毕业，德国马丁·路德大学农学博士。曾任中共宝鸡市委书记，宝鸡市人大常委会主任，陕西省人大常委会秘书长。

## 生平
1978年，唐俊昌考入西北农学院农学专业学习；毕业后，留校任教。1982年5月，赴联邦德国勤工俭学；同年10月起，进入马丁·路德大学，攻读农学博士学位。1988年1月，学成回国后，在西北农业大学农学系任教。
1989年3月，调入陕西省科学技术委员会，步入仕途；历任省科委干事、主任科员、副处长、处长。1994年5月加入中国共产党。1995年，升任省科委副主任；2000年，改任省科技厅副厅长；2003年，晋升科技厅厅长、兼省委科技工委副书记。2008年2月，唐俊昌出任中共宝鸡市委书记、市人大常委会主任；2009年3月，辞去市人大主任；2012年2月，二次当选市人大主任。2013年12月起，不再担任宝鸡市的领导职务。
2014年1月，被增选为陕西省人大常委会秘书长。2017年1月，辞去陕西省人大常委会秘书长职务。